# Friederich Nagel
Friederich Nagel (* 29. September 1993 in Rostock) ist ein deutscher Volleyballspieler.

## Karriere
Nagel spielte zunächst Handball, bevor er vom Schweriner SC für Volleyball entdeckt wurde. 2005 begann er seine Karriere in Schwerin. In der Saison 2010/11 spielte er mit dem SV Warnemünde in der Regionalliga. Anschließend wechselte der Mittelblocker zum VC Olympia Berlin. Mit der Nachwuchsmannschaft war er in der zweiten und ersten Liga aktiv. 2013 wurde Nagel vom Bundesligisten TV Rottenburg verpflichtet.